# Canopy by Hilton Cannes
Pour les articles homonymes, voir Radisson (homonymie).
Le Canopy by Hilton Cannes est un hôtel 4 étoiles après le rebranding du Radisson Blu 1835, face à la mer et au vieux port de Cannes.

## Géographie
Le Canopy by Hilton Cannes est situé sur la route du bord de mer à Cannes, au pied du village historique du Suquet.
Il est situé à 50 m de la vieille ville de Cannes, Le Suquet ; à 50 m de la gare maritime qui permet les liaisons vers Saint-Tropez, Monaco, les îles de Lérins et Porquerolles, Nice, San Remo en Italie ; à 200 m de la gare routière ; à 10 min de la gare de Cannes ; à 15 min de l’aéroport de Cannes - Mandelieu ; à 15 min de la sortie 42 de l'autoroute A8 ; à 25 min en voiture de l'aéroport de Nice.

## Historique

### Hôtel Sofitel le Méditerranée
Il prend l'enseigne Sofitel.

### 1835 White Palm Hotel
En 2009, il est racheté par Nathalie Esclapez, qui le renomme 1835 White Palm Hotel. Elle y crée les thermes marins.
1835 est l'année où le lord Henry Brougham tombe amoureux du petit port de Cannes ; il y fait construire une maison et va contribuer au lancement de la station balnéaire.
Fin 2010, vers un changement d'enseigne : Radisson Blu.

### Hôtel Radisson Blu 1835
Il prend l'enseigne Hilton.

## Caractéristiques

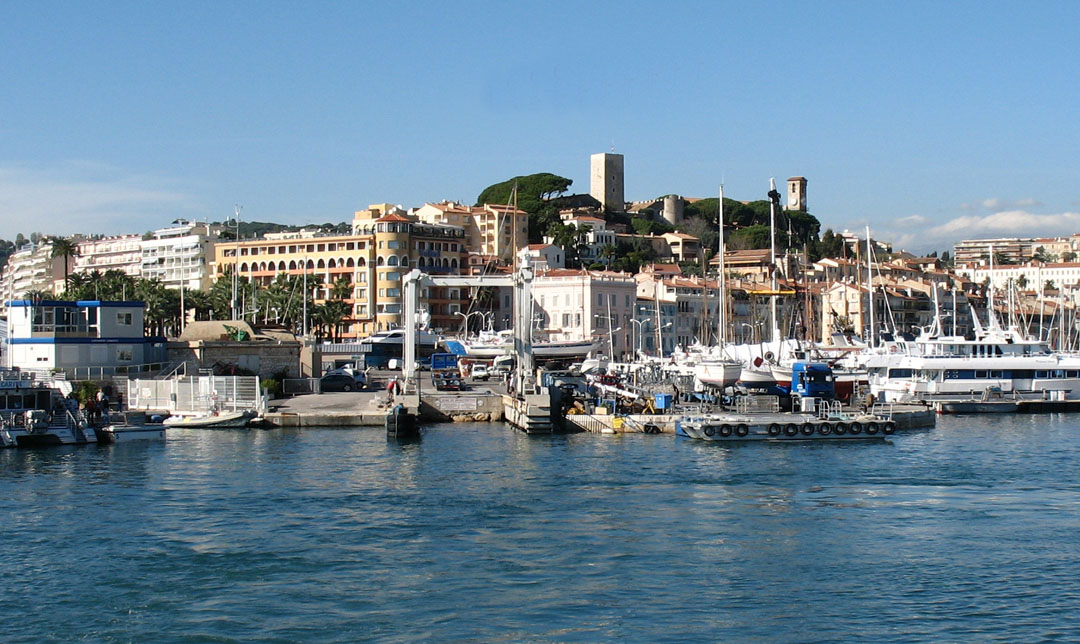
Le Vieux-Port et l'hôtel au bas du Suquet

### Hôtel
- 7 étages
- 121 chambres[2]
- 12 appartements

### Restauration
Le Café Crème sert une gastronomie saine[réf. nécessaire]. Marea propose des saveurs du monde entier et un toit avec vue sur la Côte d'Azur.

### Centre d'affaires
Les 2,217 m2 de salles de réunion sont lumineux et climatisés, avec vue sur mer ou vieux port et équipés d'un matériel technique et audiovisuel de pointe.

### Thermes marins
Ouverts lors du Festival de Cannes 2009, puis inaugurés officiellement le 1er juillet 2010 par Hervé Novelli, ministre du Tourisme, les thermes marins, directement reliés à l'hôtel par un couloir souterrain, proposent 2 700 m2 de bien-être, conçus par l'architecte Hugues d'Achon. Ils s'articulent autour de trois niveaux et d'une piscine intérieur/extérieur, composée d'eau de mer,.
- Piscine intérieure/extérieure
- Jacuzzi et Solarium
- Sauna
- hammam
- douche multisensorielle
- salle de détente avec lits à eau
- espace tisanerie.